# Otmar Leist
Otmar Leist (* 16. Januar 1921 in Bremen; † 7. Dezember 2012 in Bremen) war ein deutscher Schriftsteller.

## Biografie
Nach der Soldatenzeit im Zweiten Weltkrieg studierte er einige Jahre Literaturgeschichte und Volkswirtschaft. Danach arbeitete er als Tiefbauarbeiter, Erzieher und Bankangestellter. Seit 1975 war er Schriftsteller. Leist war Mitglied der Deutschen Friedensgesellschaft – Vereinigte KriegsdienstgegnerInnen und im Verband deutscher Schriftsteller.
Leist hat auf der Großdemonstration gegen den NATO-Doppelbeschluss am 10. Oktober 1981 im Hofgarten (Bonn) neben zahlreichen anderen Gedichten die Erklärung vorgetragen (Bonn 10.10.1981, Lamuv Verlag, 1981).
Im Theaterstück Glücklich ist, wer vergißt von Gottfried Greiffenhagen und Karin Nissen am Schauspiel Kiel (Eigenproduktion, Oktober 2006) wird ein Gedicht von Leist zitiert: „Hier nahm nicht mit Dekreten ein Staat in Dienst sein Geld, hier haben sich die Moneten selbst einen Staat erstellt“.
Leist leitete über 30 Jahre den Bremer „Literatreff“ im Wiener Hofcafé, bei dem Schreibende ihre Texte zur Diskussion stellen.
In dem Buch "I can´t get no" (Kiepenheuer & Witsch, 2007) von Irmela Hannover und Cordt Schnibben zitiert Joachim Barloschky ein Gedicht von Leist (S. 342): "Eh ich mich in den Zimmerfluchten der oberen Zehntausend verirrte, führte eine Seitentür ins Freie: der Eingang für das Personal."
Der Sender Radio Weser.TV sendete in der Reihe Begegnungen am 20. Januar 2009 ein Gespräch mit Leist über und mit Lyrik unter dem Thema Seitentür ins Freie.
Leist wurde anonym auf den Huckelrieder Friedhof in Bremen beerdigt. Am 3. Januar 2013 erschien im Weser Kurier ein Nachruf auf Leist.

## Werke
- Helm ab zum Denken. Gegentakt Verlag, Hoisbüttel, 1975.
- In halber Helle. Relief Verlag, München, 1976.
- Jahre des Feuerteufels. Atelier im Bauernhaus, Fischerhude, 1976.
- Mobilmachung. Atelier im Bauernhaus, Fischerhude, 1977.
- Im Goldenen Westen Atelier im Bauernhaus, Fischerhude, 1978.
- Menschenwerk. Atelier im Bauernhaus, Fischerhude, 1979.
- Die Stadt für uns. Atelier im Bauernhaus, Fischerhude, 1981.
- Springende Punkte. Brockkamp Verlag, Bremen, 1984.
- Langer Zorn, längere Liebe. Donat Verlag, Bremen, 1992.
- Sinjes Tagebuch . Donat Verlag, Bremen, 1994.
- Wendepunkte. Donat Verlag, Bremen, 1996.
- Die Schlange. Donat Verlag, Bremen, 2001.
- Stein, ins Blau geworfen. Donat Verlag, Bremen, 2004, (2006 als Hörbuch bei Ohrenlust, Bremen).
- Unter schräger Sonne. Donat Verlag, Bremen, 2006.

## Anthologien
- Aus der nicht ganz freien Hansestadt Bremen, Bremer schreiben für Bremer. Werkkreis Literatur der Arbeitswelt, 197?.
- Unsere Demokratie – Texte und Plakate zur Gegenwart. die horen. Zeitschrift für Literatur, Kunst und Kritik. 21. Jahrgang, Ausgabe 102, Bremerhaven, 1976.
- Federkrieg – Gedichtsanthologie. Direkt Verlag, Frankfurt Main, 1976.
- Frieden und Abrüstung. Ein bundesdeutsches Lesebuch. Fischerhude, Atelier im Bauernhaus, 1977.
- Recht auf Arbeit. Ein Lesebuch, 1978.
- Zündstoff – aus der nicht ganz freien Hansestadt Bremen 2. Werkkreis Literatur der Arbeitswelt, 197?.
- aus der nicht ganz freien Hansestadt Bremen 3. Werkkreis Literatur der Arbeitswelt, 1980.
- Schreiben wie wir leben wollen. Ein Almanach, Neue Gesellschaft für Literatur, Berlin, 1981.
- Friedenserklärung – ein Lesebuch. Fischerhude, Atelier im Bauernhaus, 1982.
- Der Ofen ist noch lange nicht aus. Flieter Verlag, 1988.
- Mit Fischen leben... Eine Anthologie Bremer und Gdansker Autoren, 1989.
- Der Nu – Literatur und Kunst im Quadrat. Band 1 Hg. Johnson Christoph, Siarang Verlag Brakel, 2009.

## Sachbücher
- Hg. mit Heinz Becker: Ursachen und Formen. In: Militarismus in der Bundesrepublik, 1981.